# Tentativa de golpe de Estado na Estônia em 1924
A tentativa de golpe de Estado na Estônia em 1924 (em estoniano:  1. detsembri riigipöördekatse) conduzida pelo Comintern  foi uma tentativa fracassada de golpe de Estado na Estônia encenada pelos comunistas (principalmente infiltrados da União Soviética) em 1 de dezembro de 1924: dos 279 comunistas que participaram ativamente, 125 foram mortos em ação, posteriormente mais de 500 pessoas foram presas. As forças do governo perderam 26 homens.
Durante a ocupação soviética da Estônia de 1940 até a época da Perestroika e Glasnost, na história soviética da República Socialista Soviética Estônia a tentativa de golpe comunista foi referida como Revolta de Tallinn de 1 de dezembro de 1924 contra o jugo do governo da burguesia nacional da Estônia e descrito como um acontecimento da séries da revolução mundial. 